# Gastrancistrus citripes
Gastrancistrus citripes är en stekelart som först beskrevs av Thomson 1876.  Gastrancistrus citripes ingår i släktet Gastrancistrus och familjen puppglanssteklar. Inga underarter finns listade i Catalogue of Life.